# José Ramón Esnaola Laburu
José Ramón Esnaola Laburu, conegut com a Esnaola, és un exjugador de futbol basc, nascut a Andoain (Guipúscoa) el 30 de juny de a 1946.
Es tracta d'un històric porter amb 20 temporades de carrera professional en què va jugar en dos equips de la Primera Divisió espanyola, la Reial Societat i el Reial Betis. Va ostentar en el seu dia el rècord de partits i minuts disputats a la primera divisió. És considerat com un dels jugadors més importants de la història del Real Betis.

## Trajectòria
Esnaola va començar jugant a futbol amb el club del seu poble, la SD Euskalduna Andoaindarra d'Andoain. Després de jugar en els juvenils, va debutar amb la Euskalduna jugant durant una temporada a la Tercera divisió. Les seves qualitats no van passar inadvertides per als observadors de la Reial Societat, que el van fitxar el 1965 quan tenia 18 anys. Llavors Esnaola va passar a ser futbolista professional i va poder deixar la seva feina a la fàbrica d'armes de SAPA d'Andoain, on hauria entrat com a ajustador als 15 anys. Això sí, va demanar una excedència laboral per si la seva aventura en el futbol professional no sortia bé.

### Reial Societat
Esnaola va entrar directament a la primera plantilla de la Real Sociedad en la campanya 1965-1966, sense passar pel filial. Per aquell temps la Real Sociedad era a Segona Divisió. Al principi Esnaola era el suplent d'Adolfo Arriaga, internacional sub-23, però aquest va patir un cop a l'estómac en una topada durant un partit amb la UP Langreo que li va danyar el pàncrees i el seu lloc va ser ocupat per Esnaola durant gran part de la temporada. Així Esnaola va debutar amb la Real el 1965 en la Segona Divisió en un partit contra el CD Comtal disputat el 6 de setembre de 1965 a Atotxa. Encara que Arriaga es va recuperar de la lesió i va jugar els últims partits de la temporada, les seqüeles del cop van forçar la seva retirada en finalitzar la temporada.
En la següent campanya, la 1966-67, el club va ascendir un porter del filial, Jesús Mari Zubiarrain, que va relegar Esnaola a la suplència. Va ser la temporada de l'ascens de la Real Sociedad a Primera Divisió després de cinc temporades a Segona, però Esnaola no va jugar ni un sol minut en aquella històrica campanya. A la 1967-68, amb la Real ja a Primera, Esnaola va seguir com a suplent de Zubiarrain, però una lesió d'aquest a meitat de temporada li va valer a Esnaola debutar a la màxima categoria. Va ser al 31 de desembre de 1967 en un Real Sociedad-Elx CF (5-0). Esnaola va esdevenir una de les revelacions d'aquella temporada després del seu debut. No obstant, uns mesos després va caure ell mateix lesionat en un partit davant el seu futur equip, el Betis, en el qual va patir una fissura del mal·lèol tibial, i ja no va poder disputar més partits aquella temporada. Durant la seva convalescència, el Club Atlético de Madrid es va interessar pel seu fitxatge i va arribar a signar amb els matalassers, però el l'Atlético va rebutjar la seva contractació després de realitzar la prova mèdica i en el seu lloc va fitxar Zubiarrain, el seu company en la Real. Aquella temporada la Real va aconseguir mantenir la categoria després de vèncer en la promoció de descens.
Amb Zubiarrain traspassat a l'Atlético de Madrid l'estiu de 1968, Esnaola va quedar com a amo absolut de la porteria de la Real durant les següents cinc temporades. Durant aquestes temporades ho va jugar pràcticament tot i es va convertir en un dels porters més ben valorats del futbol espanyol. Va ser internacional Sub-23 i va arribar a ser suplent de José Ángel Iribar en la selecció absoluta durant la temporada 1970-71, encara que no el van arribar a fer debutar. Durant aquests anys la Real es va consolidar a primera divisió i l'equip sempre va estar en la meitat alta de la taula (7è o 8è), tot i que no va arribar a classificar-se per a la Copa de la UEFA.
Esnaola va jugar 207 partits oficials amb la Real, convertint-se en el seu moment en el porter que més partits havia jugat defensant la porteria txuri-urdin. Podria haver batut tots els registres de la història de la Real, però el 1973, quan encara tenia 26 anys, la Real va acordar traspassar-lo al Real Betis Balompié per 12 milions de ptes. La venda d'Esnaola va venir motivada principalment pel fet que el club comptava amb diversos joves porters de gran projecció als quals Esnaola anava a bloquejant en la seva progressió. Davant aquesta situació la directiva va decidir vendre a Esnaola, fer caixa i quedar-se amb els joves. Els beneficiats per la marxa d'Esnaola van ser Artola, Urruti i Arconada. Els tres van arribar a ser porters internacionals i a guanyar el Trofeu Zamora.

### Real Betis
Esnaola va ser traspassat al Real Betis Balompié per 12.000.000 ptes. (una mica més de 72.000 euros), una quantitat de diners molt important per a l'època. De fet, va ser en el seu moment el major desemborsament que havia realitzat el Betis per un fitxatge en la seva història. El Betis es trobava en aquell moment a Segona Divisió després d'haver descendit la temporada anterior. Amb Esnaola a la porteria el Betis va guanyar la Lliga de Segona Divisió i va tornar a la màxima categoria.
Esnaola es va convertir amb el pas dels anys en un autèntic mite de l'equip bètic, especialment després de convertir-se, el 1977, en un dels herois de la consecució de la primera Copa del Rei de la història del club andalús, el 25 de juliol de 1977 contra l'Athletic Club, a l'estadi Vicente Calderón de Madrid. La seva aportació en aquest partit va ser decisiva a l'hora dels llançaments de penal, aturant 3 llançaments de l'Athletic Club (Dani, Villar i Iríbar) i marcant el gol definitiu a Iríbar que va donar el títol als verd-i- blancs. Aquesta temporada el Betis va aconseguir el 5è lloc a la Lliga i es va classificar per jugar la Recopa d'Europa.
La temporada següent, la 1977-1978, el club va perdre la categoria, però només va trigar un any a recuperar-la tornant a Primera el 1979. Esnaola es va mantenir com a titular fins a la seva retirada, el 1985, amb 38 anys. En les seves últimes temporades va aconseguir classificar-se per a la Copa de la UEFA en dues ocasions.
Esnaola va jugar 378 partidos de lliga amb el Real Betis, sent el jugador que més temps ha vestit la samarreta del club en lliga amb 33.922 minuts. Només Julio Cardeñosa ha jugat més partits que Esnaola a la primera divisió amb el Betis.
La suma dels seus partits amb la Reial Societat i el Real Betis el van convertir, el 1985, en el jugador que més partits havia jugat en la història de la primera divisió de futbol d'Espanya, un total de 469 partits. No va ser superat fins al 1992 pel migcampista asturià Joaquín Alonso. Actualment és el jugador número 13 en aquest rànquing.

### Després de la seva retirada
Després de la seva retirada com a futbolista va continuar lligat com a tècnic al Reial Betis durant gairebé trenta anys més, fins a la seva jubilació al final de la temporada 2012-2013.
Va ocupar el càrrec d'entrenador del primer equip en dues ocasions, els anys 1991 i 1993. La temporada 1990-91 es va fer càrrec d'entrenador del Betis després de la jornada 25, quan l'equip ocupava l'últim lloc de la classificació a 4 punts de la salvació. Va ser el tercer entrenador de l'equip en aquella infausta temporada. No va poder revertir la situació i el seu club va acabar descendint de categoria. Dos anys més tard, en la temporada 1992-93, es va tornar a fer càrrec de l'equip. El Betis es trobava a Segona Divisió lluitant per l'ascens, però corria el perill de despenjar-se de la lluita, ja que estava a 5 punts de la promoció i 8 de l'ascens. A la jornada 27 Esnaola va agafar el càrrec substituint a l'argentí D'Alessandro, però tampoc va aconseguir el seu objectiu i el Betis es va quedar un any més a Segona.
Al marge de la seva trajectòria com a entrenador del primer equip, va ser entrenador del filial a les temporades 1998-1999 i 1999-2000.
En les seves últimes temporades, des de 2010, va ser l'entrenador de porters de la primera plantilla fins a la retirada a finals de la temporada 2012-13.

## Palmarès
- Copa del Rei: 1976-1977